# Đại học Auckland
Viện Đại học Auckland hay Đại học Auckland (tiếng Māori: Te Whare Wānanga o Tamaki Makaurau; tiếng Anh: The University of Auckland) là một viện đại học ở thành phố Auckland (đảo Bắc), New Zealand. Đây là viện đại học lớn nhất quốc gia châu Đại Dương này, và được QS World University Rankings xếp thứ 82 trong các cơ sở giáo dục đại học trên toàn thế giới. Được thành lập vào năm 1883 như là một trường đại học thành viên của Viện Đại học New Zealand, Viện Đại học Auckland nay có tám phân khoa đại học ở sáu khuôn viên và hơn 40.000 sinh viên.

## Quản trị
Đứng đầu Viện Đại học Auckland là vị Viện trưởng (Chancellor), hiện tại là Ian Parton, nhưng chức danh này chỉ mang tính chất lễ nghi. Viên chức nắm quyền điều hành cao nhất là vị Phó viện trưởng (Vice-Chancellor), hiện tại là Giáo sư Stuart McCutcheon, vị Phó viện trưởng thứ năm trong lịch sử của Viện đại học.

## Các đơn vị trực thuộc
- Các trường và phân khoa đại học:

1. Phân khoa Khai phóng.[4]
2. Trường Kinh doanh.[5]

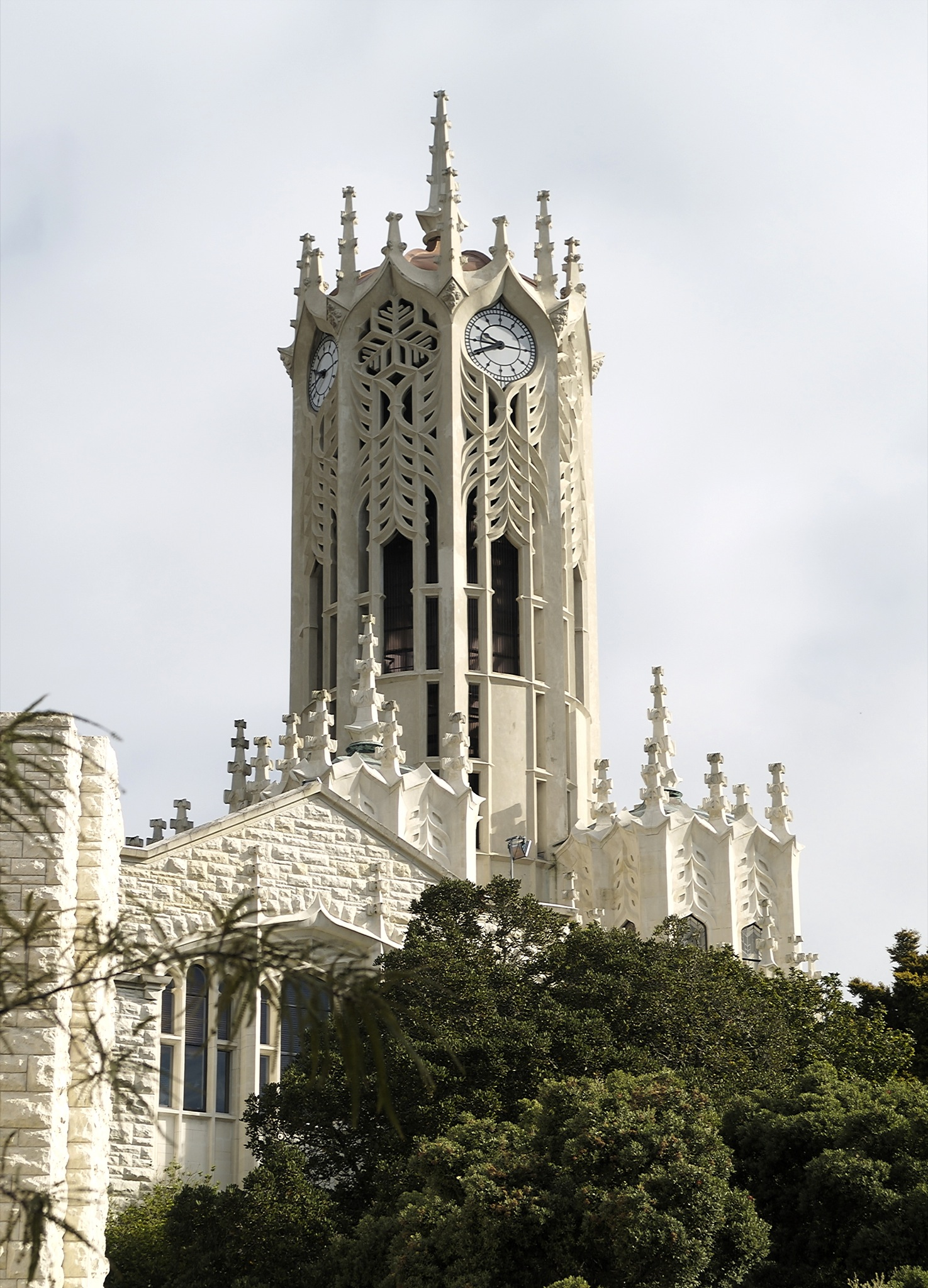
Tháp chuông trong khuôn viên Viện Đại học Auckland.

3. Viện Quốc gia Công nghiệp và Nghệ thuật Sáng tạo (NICAI - The National Institute of Creative Arts and Industries).[6]
4. Phân khoa Giáo dục.[7]
5. Phân khoa Kỹ thuật.[8]
6. Phân khoa Luật.[9]
7. Phân khoa Y khoa và Khoa học Y tế.[10]
8. Phân khoa Khoa học.[11]

- Các viện nghiên cứu:

1. Viện Liggins.
2. Viện Kỹ thuật Sinh học Auckland.

## Liên kết
1. ↑  "2009 Annual Report" (PDF). Bản gốc (PDF) lưu trữ ngày 18 tháng 2 năm 2013. Truy cập ngày 28 tháng 8 năm 2012.
2. ↑  http://www.topuniversities.com/university-rankings/world-university-rankings/2011?page=1
3. ↑  Dye, Stuart (ngày 26 tháng 4 năm 2006). "Auckland University worth $4.4 billion to the region". The New Zealand Herald. Truy cập ngày 25 tháng 11 năm 2011.
4. ↑  Faculty of Arts. The University of Auckland. Truy cập ngày 6 tháng 11 năm 2008.
5. ↑  Faculty of Business and Economics. The University of Auckland. Truy cập ngày 6 tháng 11 năm 2008.
6. ↑  Creative Arts and Industries. The University of Auckland. Truy cập ngày 6 tháng 11 năm 2008.
7. ↑  Faculty of Education. The University of Auckland. Truy cập ngày 6 tháng 11 năm 2008.
8. ↑  Faculty of Engineering. The University of Auckland. Truy cập ngày 6 tháng 11 năm 2008.
9. ↑  Faculty of Law. The University of Auckland. Truy cập ngày 6 tháng 11 năm 2008.
10. ↑  Faculty of Medical and Health Sciences. The University of Auckland. Truy cập ngày 6 tháng 11 năm 2008.
11. ↑  Faculty of Science. The University of Auckland. Truy cập ngày 6 tháng 11 năm 2008.